# Unité de police pacificatrice

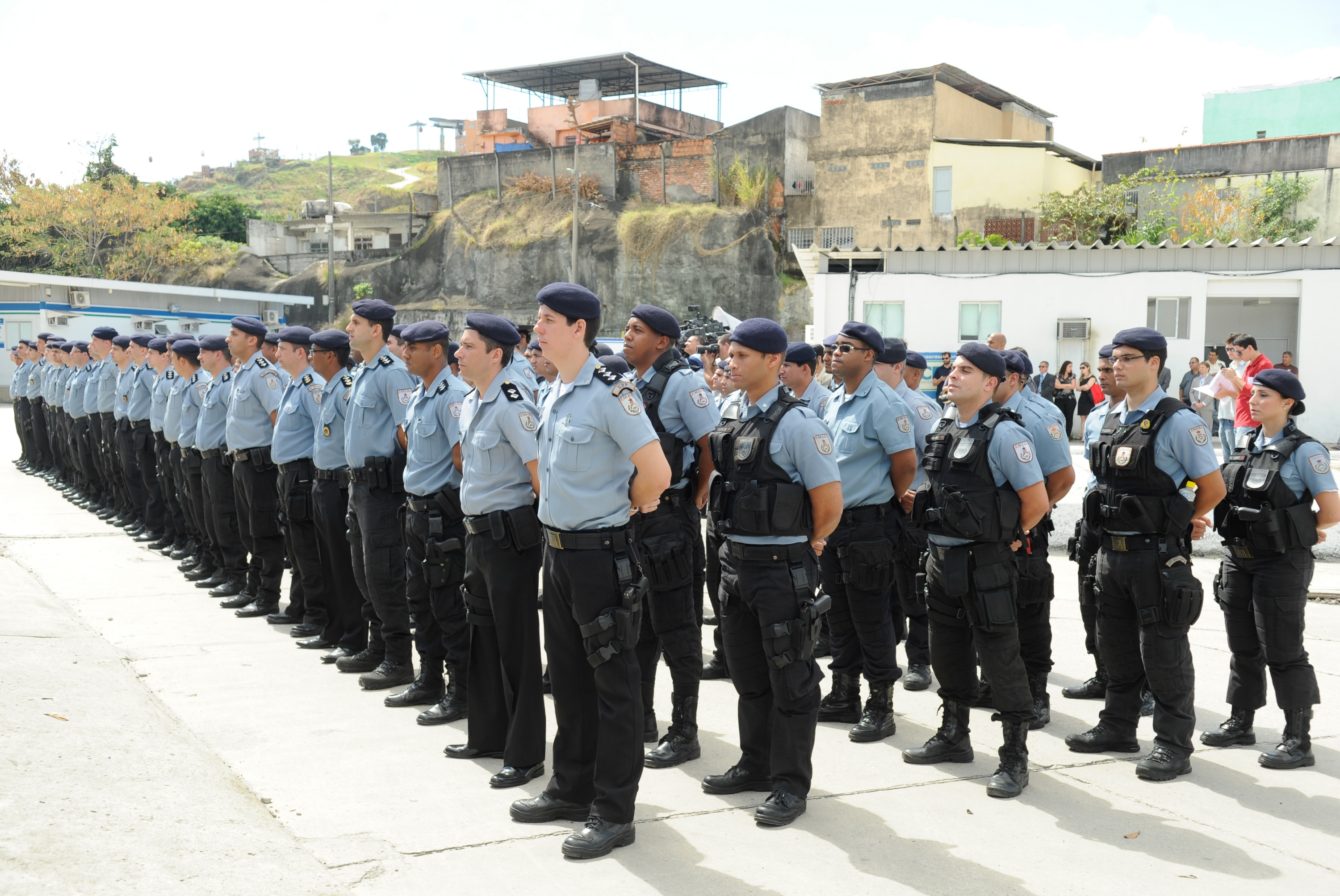
Composition d'une Unité de police pacificatrice (UPP), ici à l'occasion de la cérémonie de changement de commandement des unités.

L'Unité de police pacificatrice (UPP), est un projet du secrétariat d'État de la sécurité publique de la ville de Rio de Janeiro. Il s'agit d'une police de proximité instituée dans des bidonvilles de la ville, dans le but de désarticuler les groupes qui contrôlaient ces territoires sous forme d'États parallèles.
La première UPP est installée dans la favela Santa Marta le 20 novembre 2008. Ultérieurement, autres unités ont été installées dans la Cidade de Deus, le Batan, Pavão-Pavãozinho, entre autres bidonvilles. Dans certaines d'entre elles, le crime organisé aurait été totalement éradiqué, dans d'autres, il semblait en voie de démantèlement en 2011.
Avant la Coupe du monde 2014, les UPP multiplient leurs opérations qui, lors des deux premiers mois de 2014, tuent 45 personnes dans les favelas de Rio de Janeiro.
Ces interventions ont permis de réduire fortement la criminalité dans un premier temps, avec une chute de 65 % du nombre d'homicides et ont entrainé une hausse du coût de l'immobilier dans les favelas concernées. Toutefois, les pratiques musclées des unités, leur contrôle strict de la population entrant ou sortant des favelas, et ses débordements allant jusqu'au meurtre, ont suscité parallèlement de vives critiques et finalement un rejet de leur action. S'ajoute à cela un sentiment de collusion entre ses membres et les trafiquants de drogue. Plusieurs favelas ont été reconquises par les trafiquants à partir de 2014, la criminalité est repartie en forte hausse et une réduction drastique des effectifs des 28 unités d'une police désormais jugé inefficace est envisagé après les Jeux olympiques de 2016.